# Mario Rodríguez Ruiz
Mario Rodríguez Ruiz (Barcelona, 3 de marzo de 1997) es un futbolista español que juega en la demarcación de centrocampista para el Atlético Sanluqueño C. F. de la Segunda Federación.

## Biografía
Empezó a formarse en las categorías inferiores del Real Madrid C. F. hasta que en 2016 subió al segundo equipo. Jugó un total de 16 partidos, siendo seis de ellos de manera titular. Al finalizar la temporada 2016-17 se marchó cedido al C. E. Sabadell, donde disputó veinte partidos. Tras su paso por el club sabadellense se marchó al C. F. Peralada, desvinculándose así del Real Madrid. Llegó a anotar dos tantos en los 29 partidos que jugó. En el mercado veraniego de 2019 fue traspasado al Recreativo Granada. Ya en el filial del Granada jugó 19 partidos y marcó cuatro goles. El 17 de diciembre de 2019 debutó con el primer equipo en un encuentro de la Copa del Rey contra el C. E. L'Hospitalet, jugando la totalidad del partido. Posteriormente llegó a debutar en la Primera División, aunque en septiembre de 2020 se marchó al Warta Poznań polaco. Rescindió su contrato el 31 de enero de 2022 y a mediados de marzo se comprometió con el Levante U. D. para jugar en su filial lo que restaba de temporada. Para la siguiente se unió a la S. D. Compostela.
Después de un año en tierras gallegas, a inicios de julio de 2023 se anunció su regreso al fútbol catalán tras firmar por dos temporadas con el Gimnàstic de Tarragona. La segunda no la completó, ya que en enero de 2025 ambas partes acordaron rescindir el contrato y fichó por el Atlético Sanluqueño C. F. Allí completó la campaña y en agosto se unió a la U. B. Conquense.

## Clubes
| Club                       | País    | Año       | Partidos | Goles |
| -------------------------- | ------- | --------- | -------- | ----- |
| Real Madrid Castilla C. F. | España  | 2016-2017 | 15       | 0     |
| C. E. Sabadell (cedido)    | España  | 2017-2018 | 20       | 0     |
| C. F. Peralada             | España  | 2018-2019 | 29       | 2     |
| Recreativo Granada         | España  | 2019-2020 | 27       | 4     |
| Granada C. F.              | España  | 2019-2020 | 2        | 0     |
| Warta Poznań               | Polonia | 2020-2022 | 30       | 1     |
| Atlético Levante U. D.     | España  | 2022      | 8        | 2     |
| S. D. Compostela           | España  | 2022-2023 | 32       | 11    |
| Gimnàstic de Tarragona     | España  | 2023-2025 | 24       | 1     |
| Atlético Sanluqueño C. F.  | España  | 2025      | 9        | 0     |
| U. B. Conquense            | España  | 2025-     |          |       |